# 大胆而美丽
《大胆而美丽》（英語：The Bold and the Beautiful）是一部美国肥皂剧，于1987年3月25日在CBS播出。